# Чек Лап Кок
Чек Лап Кок (кинески: 赤鱲角) је острво у западним територијалним водама Хонгконга.
Чек Лап Кок било је једно од два острва (друго је било Лам Чау) која су спојена наношењем земљаних насипа у једно, 12,48 km² велико, острво које служи као платформа за хонгконшки Међународни аеродром. Из тог разлога, ова ваздушна лука се често назива аеродром Чек Лап Кок. 
На некадашњем острву налазило се неколико рибарских и земљорадничких села, која су измештена у село Чек Лап Кок на оближњем острву Лантау.